# Kipunja wyżynna
Kipunja wyżynna (Rungwecebus kipunji) – gatunek ssaka naczelnego z podrodziny koczkodanów (Cercopithecinae) w obrębie rodziny koczkodanowatych (Cercopithecidae), odkryty w 2003 roku w górach Tanzanii. Jest zagrożony wyginięciem.

## Zasięg występowania
Kipunja wyżynna występuje w południowej Tanzanii w zaledwie dwóch odizolowanych miejscach: Southern Highlands i Udzungwa.

## Taksonomia
Gatunek po raz pierwszy naukowo opisał w 2005 roku zespół zoologów, nadając mu nazwę Lophocebus kipunji. Miejsce typowe to Rungwe-Livingstone (09°07′S do 09°11′S i 33°40′E do 33°55′E), Southern Highlands, Tanzania. Holotyp to fotografia samca. Jedyny przedstawiciel rodzaju kipunja (Rungwecebus), który zdefiniował w 2006 roku międzynarodowy zespół zoologów, bazując na prawie dorosłym samcu złapanym w pułapkę zastawioną przez rolnika (osobnik został znaleziony martwy).
R. kipunji został pierwotnie przypisany do rodzaju Lophocebus ze względu na jego niekontrastowe, czarne powieki i nadrzewny tryb życia. Dowody molekularne i analizy morfometryczne wykazały, że jest on jednak bardziej spokrewniony z pawianami niż którykolwiek z rodzajów mangab, i potwierdziły jego umiejscowienie w nowym rodzaju Rungwecebus.
Autorzy Illustrated Checklist of the Mammals of the World uznają ten za gatunek monotypowy.

### Etymologia
- Rungwecebus: Mount Rungwe, Tanzania; gr. κηβος kēbos „długoogoniasta małpa”[2].
- kipunji: rodzima nazwa Kinyakyusa dla kipunji używana w Rungwe-Livingstone[8].

## Morfologia
Brak dostępnych danych opisujących dokładne wymiary dorosłego osobnika, ale długość ciała (bez ogona) szacuje się na około 85–90 cm, ogon nieco dłuższy; masa ciała około 10–15 kg. Płcie są podobnie ubarwione, a ciężar dorosłych samic szacuje się na 90% masy ciała dorosłych samców. Osobniki tego gatunku mają brązowo-szare futro, białe na brzuchu.

## Ekologia
Kipunja wyżynna jest najbliżej spokrewniona z pawianami. Są wszystkożerne, jedzą liście, pędy, kwiaty, owoce, nie gardzą korą, porostami, mchem i bezkręgowcami. Na małpy te polują orły, lamparty oraz miejscowi ludzie.

## Status
W Czerwonej księdze gatunków zagrożonych Międzynarodowej Unii Ochrony Przyrody i Jej Zasobów został zaliczony do kategorii EN (ang. endangered ‘zagrożony’). Naukowcy oceniają, że żyje prawdopodobnie około 1100 tych małp.